# 스파르타 국왕
스파르타는 고대 그리스 펠로폰네소스의 주요한 도시 국가였다. 그것은 보통의 그리스 도시국가와는 달리 왕제를 유지하였다. 더욱이 그들은 동시에 두 임금을 두었다. 전승에 따르면, 아기아다이 왕조와 에우리폰티다이 왕조가 쌍둥이 에우리스테네스와 프로클레스의 후손이다. 그들은 헤라클레스의 후손으로 트로이 전쟁 후 두 세대가 지난 다음에 스파르타를 정복하였다.

## 아기아다이 왕조
- 에우리스테네스(Εὐρυσθένης) ? - 기원전 930년경.
- 아기스 1세(Ἄγις) 기원전 930년경 - 기원전 900년경.
- 에케스트라토스(Εχέστρατος) c.900 - c.870 BC.
- 레오보타스(Λεοβώτας) c.870 - c.840 BC.
- 도리소스(Δόρυσσος) c.840 - c.820 BC.
- 아게실라오스 1세(Αγησίλαος Α΄) c.820 - c.790 BC.
- 아르켈라오스(Αρχέλαος) c.790 - c.760 BC.
- 텔레클로스(Τήλεκλος) c.760 - c.740 BC.
- 알카메네스(Αλκαμένης) c.740 - c.700 BC.
- 폴리도로스(Πολύδωρος) c.700 - c.665 BC.
- 에우리크라테스(Ευρυκράτης) c.665 - c.640 BC.
- 아낙산드리다스 1세(Αναξανδρίδας Α') c.640 - c.615 BC.
- 에우리크라티다스(Ευρυκρατίδας) c.615 - c.590 BC.
- 레온(Λέων) c.590 - 560 BC.
- 아낙산드리다스 2세(Αναξανδρίδας Β΄) c.560 - c.520 BC.
- 클레오메네스 1세(Κλεομένης Α΄) c.520 - c.490 BC.
- 레오니다스 1세(Λεωνίδας Α΄) c.490 - 480 BC.
- 플레이스타르코스(Πλείσταρχος) 480 - c.459 BC.
- 플레이스토아낙스(Πλειστοάναξ) c.459 - 401 BC.
- 파우사니아스 1세(Παυσανίας Α΄) 409 - 395 BC.
- 아게시폴리스 1세(Αγησίπολις Α΄) 395 - 380 BC.
- 클레옴브로토스 1세(Κλεόμβροτος Α') 380 - 371 BC.
- 아게시폴리스 2세(Αγησίπολις Β') 371 - 370 BC.
- 클레오메네스 2세(Κλεομένης Β΄) 370 - 309 BC.
- 아레우스 1세(Αρεύς Α΄) 309 - 265 BC.
- 아크로타토스(Ακρότατος) 265 - 262 BC.
- 아레우스 2세(Αρεύς Β΄) 262 - 254 BC.
- 레오니다스 2세(Λεωνίδας Β΄) 254 - 235 BC.
- 클레오메네스 3세(Κλεομένης Γ΄) 235 - 222 BC.

## 에우리폰티다이 왕조
- 프로클레스(Προκλής) - 기원전 930년경.
- 수스(Σόος) ? - 기원전 890년경.
- 에우리폰(Ευρυπών) c.890 - c.기원전 860년.
- 프리타니스(Πρύτανις) 860 - c.기원전 830년.
- 폴리데크테스(Πολυδέκτης) c.830 - c.기원전 800년.
- 에우노모스(Εύνομος) c.800 - c.기원전 780년
- 카릴라오스(Χάριλλος) c.780 - c.기원전 750년.
- 니칸드로스(Νίκανδρος) c.750 - c.기원전 720년.
- 테오폼포스(Θεόπομπος) c.720 - c.기원전 675년.
- 아낙산드리다스(Αναξανδρίδας) c.675 - c.기원전 645년.
- 제욱시다모스(Ζευξίδαμος) c.645 - c.기원전 625년.
- 아낙시다모스('Αναξιδαμος) c.625 - c.기원전 600년.
- 아르키다모스 1세(Αρχίδαμος Α') c.600 - c.기원전 575년.
- 아가시클레스(Αγασικλής) c.575 - c.기원전 550년.
- 아리스톤(Αρίστων) c.550 - c.기원전 515년.
- 데마라토스(Δημάρατος) c.515 - c.기원전 491년.
- 레오티키다스 2세(Λεωτυχίδας Β') c.491 - 기원전 469년.
- 아르키다모스 2세(Αρχίδαμος Β') 469 - 기원전 427년.
- 아기스 2세(Αγις Β') 427 - 401/기원전 400년.
- 아게실라오스 2세(Αγησίλαος Β') 401/400 - 기원전 360년.
- 아르키다모스 3세(Αρχίδαμος Γ') 360 - 기원전 338년.
- 아기스 3세(Αγις Γ') 338 - 기원전 331년.
- 에우다미다스 1세(Ευδαμίδας Α') 331 - c.기원전 305년.
- 아르키다모스 4세(Αρχίδαμος Δ') c.305 - c.기원전 275년.
- 에우다미다스 2세(Ευδαμίδας Β') c.275 - c.기원전 245년.
- 아기스 4세(Αγις Δ') c.245 - 기원전 241년.
- 에우다미다스 3세(Ευδαμίδας Γ') 241 - 기원전 228년.
- 아르키다모스 5세(Αρχίδαμος Ε') 228 - 기원전 227년.
- 에우클레이다스(Ευκλείδας) 227 - 기원전 221년

(에루클레이다스는 사실 아기아다이 왕조 출신이다. - 그의 형 클레오메네스 3세는 에우뤼폰티다이 동료를 페위하고 형제를 공동 군주로 삼았다.

## 셀라시아 전투 이후
아래 목록은 클레오메네스 3세가 셀라시아 전투에서 마케도니아 왕국 안티고노스 3세 도손과 아카이아 연맹에 패배한 뒤 스파르타가 몰락한 시기의 임금이다. 스파르타는 기원전 221년부터 기원전 219년까지 공화제를 채택하였다.
- 아게시폴리스 3세(Αγησίπολις Γ΄) 기원전 219년 - 기원전 215년 - 아기아다이 왕조 출신. 스파르타의 마지막 아기어드 왕.
- 리쿠르고스 2세(Λυκούργος Β΄) 219 - 210 BC - 에우리폰티다이 왕조.
- 마카니다스(Μαχανίδας) 210 - 207 BC. - 참주
- 펠로파스(Πέλοπας) 210 - 206 BC - 두 왕조의 마지막 임금. 마카니다스의 반대파
- 나비스(Νάβις) 206 - 192 BC.- 찬탈자

기원전 192년에 아카이아 연맹이 스파르타를 병합하였다.